# Fonction R de Riemann
 (février 2012).
Si vous disposez d'ouvrages ou d'articles de référence ou si vous connaissez des sites web de qualité traitant du thème abordé ici, merci de compléter l'article en donnant les références utiles à sa vérifiabilité et en les liant à la section « Notes et références ».

En théorie analytique des nombres, la fonction R de Riemann, nommée[réf. nécessaire] d'après Bernhard Riemann, est définie pour tout réel x > 0 par :
où μ est la fonction de Möbius et li le logarithme intégral.

Elle est reliée à la fonction π de compte des nombres premiers par :
où ρ parcourt l'ensemble des zéros non triviaux de la fonction zêta de Riemann.